# Edmund Gilbert Baker
Edmund Gilbert Baker   (1864 - 1949) fou un botànic i farmacèutic anglès. Era fill del botànic John Gilbert Baker i de Mary Gilbert (1813-1875).
Entre les espècies que va anomenar hi ha Banksia burdettii i Banksia ashbyi.

## Obres
- Synopsis of Malveae, 1895
- The plants of Milanji, Nyassa-land. Amb James Britten. 1894
- Catalogue of the Plants collected by Mr. & Mrs. P.A. Talbot in the Oban district, South Nigeria. London (imprès per ordre deTrustees, British Museum (Natural History)
- Leguminosae of Tropical Africa, part 1, [1]-215, in 1926; part 2, [i-iii], 216-607, Jul 1929; part 3, [i-iii], 608-693, from 1930.[2]